# Diane Delano
Diane Delano (Los Ángeles, California, 29 de enero de 1957-Sherman Oaks, Los Ángeles, Caifornia, 13 de diciembre de 2024) fue una actriz estadounidense. Es más conocida por sus numerosos papeles en cine y televisión, destacando a la Sargento Barbara Semanski en la serie Northern Exposure y  Bobbi Glass en Popular.
También interpretó a la Agente del FBI Hilda en Days of Our Lives. Le dio voz a Big Barda en Batman: the brave and the bold y a Pantha en Teen Titans.

## Filmografía

### Películas
| Año  | Título                          | Rol                         | Notas                                       |
| ---- | ------------------------------- | --------------------------- | ------------------------------------------- |
| 1983 | Heart Like a Wheel              | Hermana de Shirley          | dirigido por Jonathan Kaplan                |
| 1986 | Ratboy                          | Aurora                      | dirigido y protagonizado Sondra Locke.      |
| 1988 | 70 minutos para huir            |                             | dirigido por Steve De Jarnatt.              |
| 1992 | Sleepwalkers                    | Policía                     | dirigido por Mick Garris.                   |
| 1994 | The River Wild                  | Ranger                      | dirigido por Curtis Hanson.                 |
| 1998 | The Thin Pink Line              | Sgt. Dot Jenkins            | dirigido por Joe Dietl y Michael Irpino.    |
| 2000 | Highway 395                     | Violet                      | dirigido y protagonizado por Fred Dryer.    |
| 2001 | The Theory of the Leisure Class | Física                      | dirigido por Gabriel Bologna.               |
| 2002 | Out of These Rooms              | Claudette                   | dirigido y escrito por Harri James.         |
| 2003 | A Mighty Wind                   | Bruja #2                    | dirigido y coescrito por Christopher Guest. |
| 2003 | Jeepers Creepers 2              | Betty Borman                | dirigido y escrito por Victor Salva.        |
| 2004 | The Ladykillers                 | Mujer de montaña            | dirigido por Joel and Ethan Coen.           |
| 2006 | Midnight Clear                  | Trudy                       | Dirigido por Dallas Jenkins.                |
| 2006 | The Wicker Man                  | Hermana Beech               |                                             |
| 2006 | Surf School                     | Tillie                      | Dirigido y escrito Joel Silverman.          |
| 2007 | Choose Connor                   | Lara Connor                 | Dirigido por Lucas Elliot Eberl.            |
| 2010 | Scooby-Doo! Abracadabra-Doo     | Srta. Alma Rumblebuns (voz) | dirigido por Spike Brandt y Tony Cervone.   |
| 2018 | Relish                          | Officer Oz                  |                                             |

### Televisión
| Año        | Título                              | Rol                           | Notas                                                                     |
| ---------- | ----------------------------------- | ----------------------------- | ------------------------------------------------------------------------- |
| 1983       | St. Elsewhere                       | Enfermera                     | Episodio: "The Count"                                                     |
| 1986       | Stark: Mirror Image                 | Simone Lubchansky             | Película para televisión                                                  |
| 1987       | Scarecrow and Mrs. King             | Sirvienta                     | Episodio: "All That Glitters"                                             |
| 1987       | L.A. Law                            | Rhonda Vasek                  | 6 episodios                                                               |
| 1988       | Growing Pains                       | Sonya Olsen                   | Episodio: “Fool for Love"                                                 |
| 1988       | Hunter                              | Conductora                    | Episodio: “Honorable Profession"                                          |
| 1989       | Perfect Strangers                   | Llama                         | Episodio: "That Old Gang of Mine"                                         |
| 1989       | Falcon Crest                        | Diputada Marcia Moore         | Episodio: "Missing Links"                                                 |
| 1989       | Matlock                             | Dodo la payasa                | Episodio: "The Clown"                                                     |
| 1989       | Major Dad                           | Marty                         | Episodio: "Jane Wayne Day"                                                |
| 1989       | Thirtysomething                     | Isabel                        | Episodio: "New Baby"                                                      |
| 1989       | Doogie Howser, M.D.                 | Miss McCormick                | Episodio: "Every Dog as His Doogie"                                       |
| 1990       | The Great American Sex Scandal      |                               | Película para televisión                                                  |
| 1990       | Who's the Boss?                     | Bev                           | Episodio: "Micelli's Marauders"                                           |
| 1990       | Cop Rock                            | Policía                       | Episodio: "Marital Blitz"                                                 |
| 1991       | Quantum Leap                        | Prostituta #2                 | episodio: "Southern Comforts"                                             |
| 1991       | Acting Sheriff                      | Diputada Judith Mahoney       | Piloto                                                                    |
| 1991–1995  | Northern Exposure                   | Sargento Barbara Semanski     | 12 episodios                                                              |
| 1992       | Rachel Gunn, R.N.                   | Alguacil                      | Episodio: "The Pet Peeve"                                                 |
| 1992       | Married... with Children            | Gladys                        | Episodio: "Al on the Rocks"                                               |
| 1992       | Wild Card                           |                               | Película para televisión                                                  |
| 1993       | Bakersfield P.D.                    | Jessie Preston                | Episodio: "The Snake Charmer"                                             |
| 1993       | Hearts Afire                        | Doris                         | Episodio: "Moonlighting"                                                  |
| 1994       | Coach                               | Betsy                         | Episodio: "Jailbirds"                                                     |
| 1994       | Step by Step                        | Policía                       | Episodio: "Something Wild"                                                |
| 1995       | Platypus Man                        | Bernice                       | Episodio: "The Crush"                                                     |
| 1995       | Pig Sty                             | Freddi                        | Episodio: "Nightmare in 15C"                                              |
| 1995       | Unhappily Ever After                | Vic                           | Episodio: "Rocky VI"                                                      |
| 1995       | Misery Loves Company                | Melanie                       | Episodio: "Uneasy Rider"                                                  |
| 1996       | Aaahh!!! Real Monsters              | Cindy (voz)                   | Episodio: "Monster Blues"                                                 |
| 1996       | Renegade                            | Juez Crescia                  | Episodio: "Stationary Target"                                             |
| 1996       | Step by Step                        | Dama Policía                  | Episodio: "Torn Between Two Mothers"                                      |
| 1997       | Goode Behavior                      | Debbie Caruthers              | Episodio: "The Goode, the Bad, and the Willie"                            |
| 1997       | The Single Guy                      | Pit Boss                      | Episodio: "Vegas Finale"                                                  |
| 1997       | Meego                               | Judith                        | Episodio: "Fatal Attraction"                                              |
| 1997       | Rugrats                             | Naomi (voz)                   | Episodio: "Crime and Punishment/Baby Maybe"                               |
| 1997       | ER                                  | Delores                       | Episodio: "Fortune's Fools"                                               |
| 1998       | Addams Family Reunion               | Delores Adams                 | Video                                                                     |
| 1998       | The Eddie Files                     | Betty Lou                     | Episodio: "Ratios: The Lonesome Pine"                                     |
| 1998       | The New Addams Family               | Ginger                        | Episodio: "Uncle Fester's Toupee"                                         |
| 1998       | Superman                            | Stompa (voz)                  | Episodio: "Little Girl Lost: Part 1" Episodio: "Little Girl Lost: Part 2" |
| 1999       | Dharma & Greg                       | Lina                          | Episodio: "Dharma and the Horse She Rode in On"                           |
| 1999       | 3rd Rock from the Sun               | Lorraine                      | Episodio: "Paranoid Dick"                                                 |
| 1999       | Silk Hope                           | Linda                         | Película para televisión                                                  |
| 1999       | 100 Deeds for Eddie McDowd          | Brenda May                    | Episodio: "All Howls Eve"                                                 |
| 1999       | Saved by the Bell: The New Class    | Oficial Barry                 | Episodio: "The Captain and Maria" Episodio: "Don't Follow the Leader"     |
| 1999–2001  | Popular                             | Roberta 'Bobbi' Glass         | 36 episodios                                                              |
| 2000       | Superman                            | Stompa (voz)                  | Episodio: "Legacy: Part 1" Episodio: "Legacy: Part II"                    |
| 2000       | Providence                          | B.J. Maximus                  | Episodio: "The Good Doctor"                                               |
| 2000       | The Michael Richards Show           | Guardia de seguridad          | Episodio: "The Consultant"                                                |
| 2001       | The Angry Beavers                   | Anunciadora / Narxa (voz)     | Episodio: "All in the Colony/Line Duncing"                                |
| 2001       | The Ellen Show                      | Bunny Hopstetter              | 6 episodios                                                               |
| 2002       | St. Sass                            | Ms. Fester                    | Película para televisión                                                  |
| 2002       | The Brothers García                 | Mujer alta                    | Episodio: "School Daze"                                                   |
| 2002       | The Division                        | Patti                         | Episodio: "Brave New World"                                               |
| 2002       | ER                                  | Stella Willis                 | 4 episodios                                                               |
| 2002       | One on One                          | Oficial Esther Justice        | Episodio: "Give Me Some Credit"                                           |
| 2002       | Robbery Homicide Division           | Nicole                        | Episodio: "Had"                                                           |
| 2003       | A Painted House                     | Mrs. Spruill                  | Película para televisión                                                  |
| 2004       | Six Feet Under                      | Teri                          | Episodio: "Terror Starts at Home"                                         |
| 2004       | Joan of Arcadia                     | Coach Carol Keady             | 4 episodios                                                               |
| 2005       | Quintuplets                         | Carmen                        | Episodio: "The Coconut Kapow"                                             |
| 2005       | Monk                                | Krystal the Trucker           | Episodio: "Mr. Monk Gets Stuck in Traffic"                                |
| 2005       | American Dragon: Jake Long          | Ophelia Ogelvy (voz)          | Episodio: "Fu Dog Takes a Walk"                                           |
| 2005–2006  | Zoey 101                            | Nurse Krutcher                | 2 episodios                                                               |
| 2005       | Death to the Supermodels            | Merle                         | Video                                                                     |
| 2006       | Teen Titans                         | Pantha (voz)                  | 2 episodios                                                               |
| 2006       | Desperate Housewives                | Donna                         | Episodio: "Everybody Says Don't"                                          |
| 2006       | Two and a Half Men                  | Matron                        | Episodio: "Golly Moses, She's a Muffin"                                   |
| 2006       | Everwood                            | Mary                          | Episodio: "The Land of Confusion"                                         |
| 2007       | NCIS                                | Dee Dee Chesney               | Episodio: "Dead Man Walking"                                              |
| 2007       | The War at Home                     | P.E. Teacher                  | Episodio: "The Graduate"                                                  |
| 2007       | Cold Case                           | Maggie Lafferty               | Episodio: "Justice"                                                       |
| 2007       | American Dad!                       | voces adicionales             | Episodio: "Black Mystery Month"                                           |
| 2008       | American Dad!                       | Supervisor (voz)              | Episodio: "The One That Got Away"                                         |
| 2008       | 'Til Death                          | Sammy                         | Episodio: "Sob Story"                                                     |
| 2008       | Ben 10: Alien Force                 | DNAlien #1 / Edna (voz)       | Episodio: "Max Out"                                                       |
| 2008       | According to Jim                    | Mo                            | Episodio: "Cabin Boys"                                                    |
| 2008–2009  | Days of Our Lives                   | Hilda Van Beno                | 9 episodios                                                               |
| 2009       | Batman: The Brave and the Bold      | Big Barda (voice)             | Episodio: "The Last Bat on Earth!"                                        |
| 2010       | Crafty                              | Leslie Lawford                | Episodio: "Don't Tell Mom the Babysitter's Baked"                         |
| 2010       | Good Luck Charlie                   | Mad Dog                       | Episodio: "Charlie Is 1"                                                  |
| 2011       | Wizards of Waverly Place            | Penny                         | Episodio: "Everything's Rosie for Justin"                                 |
| 2012       | Fred: The Show                      | Profesora de artes culinarias | Episodio: "Flour Baby"                                                    |
| 2012       | DeVanity                            | Shara Rose                    | Episodio: "Payback's a Bitch"                                             |
| 2012       | The Middle                          | Policía                       | Episodio: "Year of the Hecks"                                             |
| 2012, 2019 | Young Justice: Invasion             | Devastation (voz)             | Episodios: "Beneath" and "True Heroes"                                    |
| 2013       | Mike & Molly                        | Isabelle                      | Episodio: "Molly Unleashed"                                               |
| 2014–2015  | 100 Things to Do Before High School | Coach LeBeau                  | 7 episodios                                                               |
| 2015       | 2 Broke Girls                       | Policía de Nueva York         |                                                                           |
| 2015, 2018 | K.C. Undercover                     | Regina Honey                  |                                                                           |
| 2016       | General Hospital                    | Margarethe                    |                                                                           |
| 2016       | Mom                                 | Leslie                        |                                                                           |
| 2018       | Niko and the Sword of Light         | Capitán Nekton                |                                                                           |
| 2019       | PEN15                               | Jan                           |                                                                           |
| 2019       | Good Girls                          | Karen                         |                                                                           |
| 2020       | AJ and the Queen                    | Policía                       |                                                                           |